# Henri Tresca
Pour les articles homonymes, voir Tresca.
Henri Édouard Tresca, né le 12 octobre 1814 à Dunkerque, et mort le 21 juin 1885 à Paris, est un ingénieur mécanicien français, professeur au Conservatoire national des arts et métiers de Paris. 

## Biographie

Comparaison des critères de Tresca et de Von Mises.

La famille Tresca est originaire d'Italie : Jean-André Tresca, médecin originaire de Turin (né vers 1597) a épousé Marguerite Leroux à Béthune vers 1642. Henri Tresca est le père de Gustave-Jules Tresca (1846–1918), ingénieur des Arts et métiers, d'Alfred-Auguste Tresca (né en 1841), ingénieur des Arts et métiers, d'Édouard-Adolphe Tresca, ingénieur en chef des Ponts et chaussées.
En 1867-68, Henri Tresca a mené une série d'expériences sur la déformation du plomb en fonction de la forme des solides et de leurs conditions d'appui. Il en a tiré une règle donnant le seuil de déformation irréversible des métaux, le critère de Tresca (ou critère maximal de résistance d'un matériau aux efforts de cisaillement). Le critère spécifie qu'un matériau va se déformer plastiquement (irréversiblement) si les contraintes excèdent une certaine intensité, et plus précisément si {\displaystyle \sigma _{tresca}=\sigma _{1}-\sigma _{2}>\sigma _{max}}.
Le critère de Tresca est l'un des deux plus importants critères de résistance utilisés aujourd'hui, avec celui de von Mises.
Tresca est également le père du mètre étalon. Après la Convention du Mètre de 1875, le Bureau international des poids et mesures de Sèvres fit réaliser trente mètres étalons en alliage de platine à 90 % et d'iridium à 10 %. Les règles avaient une section en « X » qui fut appelée du nom de Tresca qui les avait conçues. Cette section était prévue pour donner le maximum de rigidité. Les règles avaient une longueur de 102 centimètres, deux traits transversaux marquant les extrémités de l'unité. L'une de ces règles fut choisie comme mètre étalon international.
Tresca a été nommé membre de l'Académie des sciences en 1872, et membre honoraire de l'American Society of Mechanical Engineers en 1882.
Il est enterré à Paris au cimetière de Montmartre (division 33), il repose avec son épouse Clotilde Lecoeuvre (1816–1868), sa fille Marie (1842–1897), épouse d'Ernest Rigollot et son petit-fils Henri Rigollot (1869–1882).

## Hommages
La renommée de Tresca était telle à son époque que Gustave Eiffel mit son nom en troisième position sur la Liste des 72 noms de savants inscrits sur la tour Eiffel.
Le Groupe Trescal tire notamment son nom de celui d'Henri Tresca.